# Bringet dem Herrn Ehre seines Namens
Bringet dem Herrn Ehre seines Namens (BWV 148) ist eine Kirchenkantate von Johann Sebastian Bach. Er komponierte sie in Leipzig für den 17. Sonntag nach Trinitatis, wahrscheinlich den 19. September 1723.

## Entstehung und Worte
Bach schrieb die Kantate wahrscheinlich 1723 in seinem ersten Jahr in Leipzig für den 17. Sonntag nach Trinitatis, den 19. September 1723.  Die vorgeschriebenen Lesungen sind Eph 4,1–6  und Lk 14,1–11 , die Heilung eines Wassersüchtigen am Sabbat. Die Kantate bezieht sich jedoch nicht auf die Heilung, sondern auf die Ehre, die Gott am Sabbat gebührt. Der Text des Eingangschors ist  Ps 29,2 . Die Kantatendichtung beruht auf einem Gedicht in sechs Strophen, Weg, ihr irdischen Geschäfte, das Picander 1725 in seiner ersten geistlichen Sammlung Erbauliche Gedanken veröffentlichte. Alfred Dürr sieht trotzdem Gründe, die Kantate auf 1723 zu datieren und hält für möglich, dass der Kantatentext dem Gedicht vorausging.

## Besetzung und Aufbau
Passend zum festlichen Thema ist die Kantate reich instrumentiert, es musizieren zwei Solisten, Alt und Tenor, ein vierstimmiger Chor, Trompete, drei Oboen, zwei Violinen, Viola und Basso continuo.
1. Coro: Bringet dem Herrn Ehre seines Namens
2. Aria (Tenor, Violine): Ich eile, die Lehren des Lebens zu hören
3. Recitativo (Alt, Streicher): So wie der Hirsch nach frischem Wasser schreit
4. Aria (Alt, Oboen): Mund und Herze steht dir offen
5. Recitativo (Tenor): Bleib auch, mein Gott, in mir
6. Choral: Amen zu aller Stund

## Musik
Der Eingangschor beginnt mit einer instrumentalen Sinfonia. Der Chor singt zwei Fugen auf verschiedene Themen, die beide aus dem Anfang der Sinfonia abgeleitet sind. Die Trompete spielt in den Fugen eine fünfte Stimme. Der Satz endet mit einem Choreinbau in die Sinfonia.
In der ersten Arie illustriert die Solo-Violine sowohl die Freude an Gott als auch das Eilen, das im Text erwähnt wird. Das Alt-Rezitativ wird von Streichern begleitet. In der folgenden Arie wird die geradezu mystische Einheit der Seele mit Gott durch eine ungewöhnliche Besetzung mit zwei Oboe d’amore und Oboe da caccia ausgedrückt. Der Schlusschoral ist vierstimmig.

## Einspielungen
- J.S. Bach: Cantatas BWV 140 & BWV 148, Wolfgang Gönnenwein, Süddeutscher Madrigalchor, Consortium Musicum, Janet Baker, Theo Altmeyer, EMI 1967
- Bach Cantatas Vol. 4 – Sundays after Trinity I, Karl Richter, Münchener Bach-Chor, Münchener Bach-Orchester, Julia Hamari, Peter Schreier, Archiv Produktion 1977
- Die Bach Kantate Vol. 52, Helmuth Rilling, Gächinger Kantorei, Bach-Collegium Stuttgart, Helen Watts, Kurt Equiluz, Hänssler 1977
- J.S. Bach: Das Kantatenwerk – Sacred Cantatas Vol. 8, Nikolaus Harnoncourt, Tölzer Knabenchor, Concentus Musicus Wien, Leonhardt-Consort, Paul Esswood, Kurt Equiluz, Teldec 1985
- J.S. Bach: Complete Cantatas Vol. 7, Ton Koopman, Amsterdam Baroque Orchestra & Choir, Bogna Bartosz, Gerd Türk, Antoine Marchand 1997
- J.S. Bach: Cantatas Vol. 14 – Cantatas from Leipzig 1723, Masaaki Suzuki, Bach Collegium Japan, Robin Blaze, Gerd Türk, BIS 2000
- Bach Cantatas Vol. 4, John Eliot Gardiner, Monteverdi Choir, English Baroque Soloists, Frances Bourne, Mark Padmore, Soli Deo Gloria 2000